# Heteractis magnifica
Heteractis magnifica  (лат.) — один из видов актиний (морских анемон), обитающий в области Индийского и Тихого океанов, способный вырастать до 1 м в диаметре в дикой природе. Обитает от Красного моря до островов Самоа  на глубинах от поверхности до 20 м, хотя местами наблюдаются и до глубины 40 м
. Тело ярких цветов — от коричневого и зелёного до голубого и фиолетового. Щупальца жёлтого или жёлто-зелёного цвета, но могут изменять его в случае опасности или при приближении добычи.
Это животное может содержаться в аквариуме, но считается одним из самых сложных видов в плане нормального содержания с поддержанием должного уровня его здоровья. Они требуют очень сильной освещённости и очень высокого хаотического водного потока, при этом не выживают в резервуарах даже с минимальным количеством нитритов и нитратов. Если они здоровы и сыты, то будут расти очень быстро. Крупные актинии питаются как беспозвоночными (например, моллюсками и ракообразными), так и позвоночными животными, в том числе рыбами.
Часто живёт в симбиозе с различными представителями рыб-клоунов.